# Distrofia muscular congénita con déficit de merosina
La distrofia muscular congénita por déficit de merosina es una miopatía de origen genético con herencia autosómica recesiva.Se clasifica dentro de las distrofias musculares congénitas que son un grupo de distrofias musculares cuyos síntomas se inician precozmente, generalmente antes de los 2 años de edad.

## Causas
Se debe a una alteración de la merosina, una de las cadenas polipeptídicas que forman la laminina 2. La laminina 2 es una proteína fundamental de la membrana basal de las células musculares y de las células de Schwann, aunque puede encontrarse en muchos otros tejidos. El gen responsable se denomina gen de la laminina 2 (LAMA2) y se encuentra en el cromosoma 6. Como resultado las fibras musculares resultan muy frágiles y tienden a degenerar y a necrosarse.

## Cuadro clínico
Los signos clínicos aparecen desde el nacimiento en forma de hipotonía generalizada y poca movilidad. También suelen presentar rigidez articular, que puede aparecer de manera más tardía. La intensidad de la afectación es variable, aunque es raro que los afectados consigan caminar. Es habitual que se desarrolle escoliosis. El retraso en el desarrollo motor no se acompaña de retraso mental, siendo la inteligencia normal.

## Diagnóstico
Entre las pruebas complementarias que orientan el diagnóstico destacan la determinación de creatin-fosfoquinasa (CPK) en sangre, que suele estar muy elevada, y el electromiograma. La confirmación diagnóstica se establece con una biopsia muscular.

## Pronóstico
El pronóstico vital es malo en caso de no seguir un buen tratamiento, en especial por la facilidad para desarrollar infecciones respiratorias graves.
Kinesiología, Terapia Ocupacional, Fisioterapia, kinesiología respiratoria con bolsa de reanimación y/o cough assist pueden ayudar a mejorar la calidad de vida.